# ふたりのロッテ

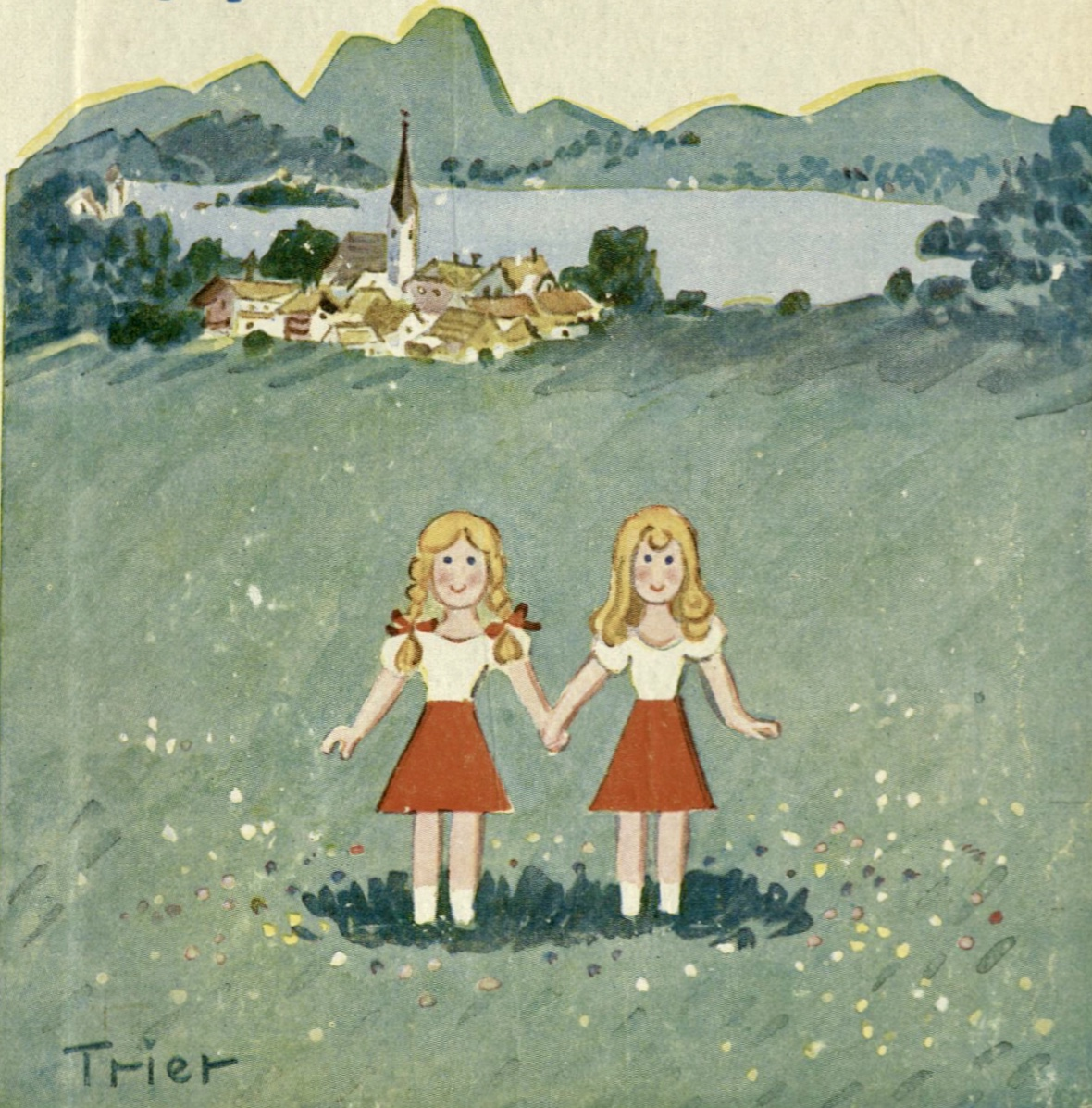
ブックカバー

『ふたりのロッテ』（Das doppelte Lottchen）は、児童文学作家エーリッヒ・ケストナーが1949年に発表した小説。元はナチス・ドイツ時代に当局に追われていたケストナーが変名を用いて映画の脚本として書いたものであったが、当局に発覚して製作が中止となり、戦後になってから公表された。ちなみに2人の主人公・ルイーゼとロッテの名前は、ケストナーの内縁の妻であったルイーゼロッテ・エンダーレの名前を半分にして名づけられている。
この作品を原作とした演劇・映画・アニメなどが多数作られている。

## あらすじ
オーストリアのケーニッヒ湖畔にある「こどもの家」には、毎年夏になると多くの子供たちが国内各地からやってきて、夏休みを過ごす（サマーキャンプ）。ウィーンから来たルイーゼ・パルフィー（ややがさつでお転婆）とミュンヘンから来たロッテ・ケルナー（母親思いの優しい性格）は、お互いがあまりにも似ていることに驚き、仲良くなる。そして、互いの生まれた日や生まれた場所が同じことから、自分たちが実は双子であり、音楽家である父親の浮気を疑い離婚した両親が、シングルマザー・シングルファザーを装って、子供を一人ずつ育てていたということを知る。
自分たちの両親がどういう生活を送っているかを知るために、双子は髪形を相互に入れ替え、相手に成りすまして帰宅し、状況を報告しあった。ロッテの病気でふたりの入れ替わりがばれてしまい、最終的には両親は再婚する。
- エーリヒ・ケストナー『ふたりのロッテ』 高橋健二訳、岩波書店〈岩波少年文庫〉、1950年、1975年改版、ISBN 4001120135
- エーリヒ・ケストナー『ふたりのロッテ』 高橋健二訳、岩波書店〈ケストナー少年文学全集〉、1962年、ISBN 4001150565
- エーリヒ・ケストナー『ふたりのロッテ』 池田香代子訳、岩波書店〈岩波少年文庫〉、2006年、ISBN 4001141388

## 劇団四季版
劇団四季初演は1971年のニッセイ名作劇場（開催される劇場近郊の小学校6年生を招待対象としたミュージカル）。それから何回か全国公演等の公演を繰り返している。
また、『NHKこどもミュージカル』のタイトルで、1974年・1984年・2000年に公演・放送されている。

### スタッフ
- 構成・演出 … 浅利慶太
- 初演版構成 … 宮島春彦
- 台本 … 矢代静一、劇団四季文芸部
- 作詞 … 山川啓介
- 作曲 … いずみたく
- 編曲 … 直居隆雄
- 潤色 … 梶賀千鶴子
- 振付 … 山田卓、加藤敬二
- 照明 … 沢田祐二
- 装置 … 土屋茂昭、澤田淳子、高橋知子

### 主要キャスト
- ロッテ … 守矢直美、吉沢梨絵、大月悠、山内桜子、荒木美保、高橋伶奈、服部ゆう、大河原萌乃佳
- ルイーゼ … 家本朋子、五十嵐可絵、大月恵、小牧祥子、吉良淑乃、小松加奈、田原沙綾、東沙綾
- パルフィー氏 … 内田典英、岡本隆生、柳瀬大輔、青山明、栗原英雄、勅使瓦武志、深水彰彦、鈴木涼太、岸佳宏
- ケルナー夫人 … 桑原美樹、末次美沙緒、坂本里咲、武木綿子、鈴木京子、増本藍、佐渡寧子、森川温子、小川晃世

ロッテとルイーゼをそれぞれ演じた大月悠と大月恵は、実の双子である。

### 公演記録
- 1971年 - ニッセイ名作劇場（第8回）
- 1977年 - ニッセイ名作劇場（第14回）
- 1995年8月4日〜1995年8月10日 - 東京芸術劇場・中ホール
- 1995年8月13日〜1995年8月15日 - 東京厚生年金会館
- 1995年8月18日〜1995年8月25日 - 愛知厚生年金会館
- 1995年8月27日〜1995年9月5日 - 大阪厚生年金会館・中ホール
- 2000年 - ニッセイ名作劇場（第37回）
- 2000年8月10日〜2000年11月3日 - 全国公演（全国各地で初演）
- 2007年8月11日〜2007年9月9日 - 自由劇場（東京初演）
- 2007年9月12日〜2007年9月19日 - 新神戸オリエンタル劇場（神戸初演）
- 2007年9月22日〜2007年10月3日 - 京都劇場（京都初演）
- 2013年12月21日〜2014年1月12日 - 自由劇場（東京再演）
- 2014年4月26日〜2015年3月24日 - 全国公演（全国各地で再演）
- 2024年7月21日～2024年8月25日 - 自由劇場（東京再々演）
- 2024年9月21日～2025年3月29日 - 全国公演（全国各地で再々演）

## テレビアニメ
『わたしとわたし ふたりのロッテ』のタイトルで、1991年から1992年まで日本テレビの『三井不動産アニメワールド』枠で放送。全29話。

## 映画
ドイツを中心に、何度も映画化されている。
- 1950年に当時の西ドイツで、原題そのままに Das doppelte Lottchen として映画化されている。ヨーゼフ・フォン・バーキー（英語版）監督による。原作者ケストナーも出演している。日本では『双児のロッテ』のタイトルで1952年に公開された[1]。
- 日本で比較的最近公開されたのは、1993年制作のヨゼフ・フィルスマイヤー（英語版）監督による『ふたりのロッテ（英語版）』であるが、サマーキャンプでのエピソードはかなり省かれている。ふたごの姉妹が主役を演じている。
- 2007年にはドイツでアニメ映画『ふたりのロッテ』が製作されている。

翻案では以下の映画がある。
- Twice Upon a Time
1953年製作のイギリス映画。監督：エメリック・プレスバーガー、出演：エリザベス・アラン。
- ひばりの子守唄
日本に舞台を置き換え翻案した1951年の日本映画。美空ひばりが二役。
- 罠にかかったパパとママ（The Parent Trap）
舞台をアメリカに置き換え翻案した1961年製作のアメリカ映画。
- ファミリー・ゲーム/双子の天使（The Parent Trap）
1998年製作。『罠にかかったパパとママ』のリメイク作品（原題はオリジナルと同じ）。

## 類似作品
- だんだん - 2008年の連続テレビ小説。
- 夢家族 - ファミリードラマ (NHK)の一作品、1985年-1986年放送。
- 可愛い花 - 日活・映画
- 私と私 - 1962年8月11日・東宝・映画
- 王子と乞食
- ひとりっ娘2